# V.Premier League 2012-2013 (femminile)
La V.Premier League 2012-2013, 46ª edizione della massima serie del campionato giapponese femminile di pallavolo, si è svolta dal 17 novembre 2012 al 13 aprile 2013: al torneo hanno partecipato 8 squadre di club giapponesi e la vittoria finale è andata per la terza volta alle Hisamitsu Springs.	

## Regolamento
La competizione prevede che le otto squadre partecipanti si sfidino in quattro round-robin, al termine dei quali le prime quattro classificate disputano i play-off scudetto, mentre le ultime due giocano il Challenge match per evitare la retrocessione. Ai play-off è previsto un nuovo round-robin, le prime due classificate disputano la finale scudetto, mentre la terza e la quarta classificata disputano la finale per il 3º posto. Il Challenge match si svolge in incontri di andata e ritorno tra la vincitrice della V.Challenge League e l'ultima classifica e tra la vincitrice dei play-off promozione del campionato cadetto e l'ultima classifica della V.Premier League; le squadre che totalizzano più punti nei due incontri ottengono la permanenza o l'accesso alla massima serie.	

## Squadre partecipanti
| - Denso Airybees - Hisamitsu Springs - JT Marvelous - NEC Red Rockets | - Okayama Seagulls - Pioneer Red Wings - Toyota Queenseis - Toray Arrows |

## Campionato

### Regular season

#### Risultati
| Prima giornata |                                   |     |                                   |
|                |                                   |     |                                   |
| 17-11          | NEC Red Rockets - JT Marvelous    | 3-0 | 25-18, 25-15, 25-22               |
| 17-11          | Denso Airybees - Okayama Seagulls | 1-3 | 26-24, 19-25, 14-25, 17-25        |
| 17-11          | Toray Arrows - Pioneer Red Wings  | 3-2 | 25-18, 25-22, 23-25, 20-25, 15-10 |
| 17-11          | TAB Queenseis - Hisamitsu Springs | 0-3 | 21-25, 19-25, 15-25               |

| Seconda giornata |                                    |     |                                   |
|                  |                                    |     |                                   |
| 18-11            | Pioneer Red Wings - Denso Airybees | 2-3 | 25-22, 18-25, 25-22, 22-25, 15-17 |
| 18-11            | NEC Red Rockets - TAB Queenseis    | 3-2 | 25-19, 30-32, 25-18, 22-25, 15-13 |
| 18-11            | Toray Arrows - Okayama Seagulls    | 3-2 | 21-25, 16-25, 25-15, 25-18, 15-6  |
| 18-11            | JT Thunders - Hisamitsu Springs    | 2-3 | 18-25, 25-22, 25-22, 21-25, 6-15  |

| Terza giornata |                                     |     |                                   |
|                |                                     |     |                                   |
| 24-11          | Toray Arrows - JT Thunders          | 3-1 | 25-20, 21-25, 25-20, 25-15        |
| 24-11          | Pioneer Red Wings - NEC Red Rockets | 2-3 | 25-20, 19-25, 25-23, 18-25, 10-15 |
| 24-11          | Okayama Seagulls - Hisamtsu Springs | 2-3 | 25-20, 16-25, 21-25, 26-24, 12-15 |
| 24-11          | Denso Airybees - TAB Queenseis      | 3-2 | 25-17, 22-25, 25-18, 17-25, 15-8  |

| Quarta giornata |                                       |     |                                   |
|                 |                                       |     |                                   |
| 25-11           | Okayama Seagulls - NEC Red Rockets    | 3-0 | 25-12, 27-25, 25-19               |
| 25-11           | Toray Arrows - TAB Queenseis          | 3-0 | 25-23, 25-23, 25-18               |
| 25-11           | Denso Airybees - JT Marvelous         | 3-2 | 21-25, 23-25, 28-26, 25-22, 15-13 |
| 25-11           | Pioneer Red Wings - Hisamitsu Springs | 2-3 | 25-22, 18-25, 15-25, 25-21, 11-15 |

| Quinta giornata |                                     |     |                                   |
|                 |                                     |     |                                   |
| 01-12           | JT Marvelous - Okayama Seagulls     | 1-3 | 23-25, 25-14, 21-25, 18-25        |
| 01-12           | NEC Red Rockets - Hisamitsu Springs | 3-1 | 25-20, 25-20, 21-25, 30-28        |
| 01-12           | Pioneer Red Wings - TAB Queenseis   | 2-3 | 26-28, 25-23, 25-23, 20-25, 11-15 |
| 01-12           | Denso Airybees - Toray Arrows       | 3-2 | 25-18, 25-19, 19-25, 21-25, 15-6  |

| Sesta giornata |                                  |     |                                  |
|                |                                  |     |                                  |
| 02-12          | Toray Arrows - Hisamitsu Springs | 1-3 | 17-25, 22-25, 25-23, 16-25       |
| 02-12          | JT Marvelous - Pioneer Red Wings | 3-0 | 25-23, 25-22, 25-22              |
| 02-12          | Okayama Seagulls - TAB Queenseis | 3-2 | 26-24, 18-25, 25-20, 19-25, 15-8 |
| 02-12          | Denso Airybees - NEC Red Rockets | 0-3 | 21-25, 29-31, 21-25              |

| Settima giornata |                                      |     |                                   |
|                  |                                      |     |                                   |
| 08-12            | NEC Red Rockets - Toray Arrows       | 2-3 | 16-25, 25-20, 26-28, 25-21, 14-16 |
| 08-12            | Denso Airybees - Hisamitsu Springs   | 1-3 | 17-25, 18-25, 25-22, 11-25        |
| 08-12            | Okayama Seagulls - Pioneer Red Wings | 3-0 | 25-12, 25-22, 25-13               |
| 08-12            | JT Marvelous - TAB Queenseis         | 0-3 | 20-25, 22-25, 12-25               |

| Ottava giornata |                                      |     |                                   |
|                 |                                      |     |                                   |
| 09-12           | Okayama Seagulls - Hisamitsu Springs | 3-2 | 22-25, 25-23, 16-25, 25-18, 15-6  |
| 09-12           | Toray Arrows - TAB Queenseis         | 2-3 | 23-25, 29-27, 27-29, 25-23, 13-15 |
| 09-12           | Denso Airybees - Pioneer Red Wings   | 3-0 | 25-14, 25-23, 25-21               |
| 09-12           | JT Marvelous - NEC Red Rockets       | 1-3 | 25-23, 22-25, 23-25, 19-25        |

| Nona giornata |                                       |     |                            |
|               |                                       |     |                            |
| 12-01         | Toray Arrows - JT Marvelous           | 3-0 | 25-14, 25-20, 25-13        |
| 12-01         | Denso Airybees - Okayama Seagulls     | 1-3 | 21-25, 16-25, 25-19, 20-25 |
| 12-01         | Hisamitsu Springs - Pioneer Red Wings | 3-1 | 25-19, 25-21, 24-26, 25-20 |
| 12-01         | TAB Queenseis - NEC Red Rockets       | 0-3 | 20-25, 21-25, 18-25        |

| Decima giornata |                                      |     |                                   |
|                 |                                      |     |                                   |
| 13-01           | Hisamitsu Springs - Denso Airybees   | 3-2 | 19-25, 25-19, 27-29, 25-10, 15-10 |
| 13-01           | TAB Queenseis - JT Marvelous         | 1-3 | 19-25, 25-23, 21-25, 20-25        |
| 13-01           | Okayama Seagulls - Pioneer Red Wings | 3-0 | 28-26, 25-17, 25-20               |
| 13-01           | Toray Arrows - NEC Red Rockets       | 1-3 | 21-25, 25-23, 25-27, 21-25        |

| Undicesima giornata |                                    |     |                                  |
|                     |                                    |     |                                  |
| 19-01               | Toray Arrows - Hisamitsu Springs   | 0-3 | 14-25, 19-25, 19-25              |
| 19-01               | JT Marvelous - Pioneer Red Wings   | 1-3 | 25-23, 20-25, 17-25, 21-25       |
| 19-01               | NEC Red Rockets - Okayama Seagulls | 3-2 | 25-19, 18-25, 25-20, 19-25, 15-8 |
| 19-01               | TAB Queenseis - Denso Aisybees     | 3-1 | 23-25, 25-19, 25-23, 25-17       |

| Dodicesima giornata |                                     |     |                                   |
|                     |                                     |     |                                   |
| 20-01               | JT Marvelous - Denso Aisybees       | 1-3 | 17-25, 25-21, 22-25, 23-25        |
| 20-01               | Hisamitsu Springs - NEC Red Rockets | 2-3 | 25-23, 27-29, 25-23, 18-25, 14-16 |
| 20-01               | TAB Queenseis - Pioneer Red Wings   | 3-1 | 24-26, 25-17, 25-22, 25-20        |
| 20-01               | Okayama Seagulls - Toray Arrows     | 1-3 | 21-25, 20-25, 25-19, 14-25        |

| Tredicesima giornata |                                     |     |                                   |
|                      |                                     |     |                                   |
| 26-01                | Pioneer Red Wings - NEC Red Rockets | 1-3 | 25-19, 21-25, 25-27, 23-25        |
| 26-01                | TAB Queenseis - Hisamitsu Springs   | 2-3 | 15-25, 25-14, 25-22, 22-25, 11-15 |
| 26-01                | Denso Aisybees - Toray Arrows       | 0-3 | 14-25, 16-25, 16-25               |
| 26-01                | JT Marvelous - Okayama Seagulls     | 1-3 | 14-25, 25-21, 14-25, 14-25        |

| Quattordicesima giornata |                                  |     |                            |
|                          |                                  |     |                            |
| 27-01                    | TAB Queenseis - Okayama Seagulls | 0-3 | 22-25, 22-25, 15-25        |
| 27-01                    | Denso Airybees - NEC Red Rockets | 1-3 | 25-19, 21-25, 18-25, 27-29 |
| 27-01                    | Pioneer Red Wings - Toray Arrows | 1-3 | 25-19, 18-25, 22-25, 25-27 |
| 27-01                    | JT Marvelous - Hisamitsu Springs | 1-3 | 28-26, 17-25, 21-25, 16-25 |

| Quindicesima giornata |                                    |     |                                   |
|                       |                                    |     |                                   |
| 02-02                 | JT Marvelous - Pioneer Red Wings   | 3-2 | 20-25, 20-25, 25-18, 25-23, 15-9  |
| 02-02                 | TAB Queenseis - Hisamitsu Springs  | 3-1 | 25-19, 25-19, 22-25, 25-17        |
| 02-02                 | Okayama Seagulls - NEC Red Rockets | 3-2 | 25-23, 24-26, 25-18, 24-26, 15-13 |
| 02-02                 | Toray Arrows - Denso Airybees      | 3-2 | 26-28, 25-11, 25-18, 26-28, 15-13 |

| Sedicesima giornata |                                     |     |                                   |
|                     |                                     |     |                                   |
| 03-02               | TAB Queenseis - Denso Airybees      | 3-2 | 25-18, 25-22, 18-25, 25-27, 17-15 |
| 03-02               | Pioneer Red Wings - NEC Red Rockets | 2-3 | 27-25, 22-25, 22-25, 25-21, 10-15 |
| 03-02               | Toray Arrows - Hisamitsu Springs    | 2-3 | 25-23, 26-28, 25-22, 19-25, 12-15 |
| 03-02               | JT Marvelous - Okayama Seagulls     | 0-3 | 17-25, 22-25, 22-25               |

| Diciassettesima giornata |                                      |     |                                  |
|                          |                                      |     |                                  |
| 09-02                    | Hisamitsu Springs - Okayama Seagulls | 3-1 | 23-25, 25-22, 25-20, 25-22       |
| 09-02                    | JT Marvelous - TAB Queenseis         | 2-3 | 20-25, 20-25, 25-21, 25-17, 9-15 |
| 09-02                    | Toray Arrows - NEC Red Rockets       | 3-1 | 23-25, 25-21, 25-18, 25-16       |
| 09-02                    | Denso Airybees - Pioneer Red Wings   | 0-3 | 19-25, 24-26, 21-25              |

| Diciottesima giornata |                                      |     |                            |
|                       |                                      |     |                            |
| 10-02                 | Pioneer Red Wings - Okayama Seagulls | 3-1 | 24-26, 25-23, 25-17, 25-20 |
| 10-02                 | JT Marvelous - Toray Arrows          | 3-0 | 29-27, 25-20, 25-23        |
| 10-02                 | NEC Red Rockets - TAB Queenseis      | 3-1 | 27-25, 23-25, 25-19, 25-21 |
| 10-02                 | Denso Airybees - Hisamitsu Springs   | 0-3 | 16-25, 18-25, 16-25        |

| Diciannovesima giornata |                                  |     |                                   |
|                         |                                  |     |                                   |
| 23-02                   | Denso Airybees - NEC Red Rockets | 2-3 | 21-25, 13-25, 26-24, 25-23, 12-15 |
| 23-02                   | Pioneer Red Wings - Toray Arrows | 2-3 | 25-23, 23-25, 26-24, 18-25, 8-15  |
| 23-02                   | JT Marvelous - Hisamitsu Springs | 3-2 | 19-25, 25-23, 31-29, 21-25, 15-7  |
| 23-02                   | Okayama Seagulls - TAB Queenseis | 1-3 | 25-20, 27-29, 25-27, 19-25        |

| Ventesima giornata |                                     |     |                                  |
|                    |                                     |     |                                  |
| 24-02              | Pioneer Red Wings - TAB Queenseis   | 3-1 | 25-16, 24-26, 25-19, 25-20       |
| 24-02              | Denso Airybees - JT Marvelous       | 1-3 | 32-34, 27-15, 19-25, 35-37       |
| 24-02              | Okayama Seagulls - Toray Arrows     | 2-3 | 25-21, 25-22, 11-25, 20-25, 9-15 |
| 24-02              | Hisamitsu Springs - NEC Red Rockets | 0-3 | 23-25, 20-25, 12-25              |

| Ventunesima giornata |                                       |     |                                  |
|                      |                                       |     |                                  |
| 02-03                | TAB Queenseis - Toray Arrows          | 1-3 | 11-25, 26-24, 19-25, 17-25       |
| 02-03                | Okayama Seagulls - Denso Airybees     | 3-0 | 25-19, 25-21, 25-16              |
| 02-03                | Hisamitsu Springs - Pioneer Red Wings | 3-0 | 31-29, 25-17, 25-18              |
| 02-03                | NEC Red Rockets - JT Marvelous        | 3-2 | 25-15, 25-15, 19-25, 23-25, 15-9 |

| Ventiduesima giornata |                                   |     |                                   |
|                       |                                   |     |                                   |
| 03-03                 | Okayama Seagulls - JT Marvelous   | 0-3 | 18-25, 16-25, 20-25               |
| 03-03                 | Pioneer Red Wings - TAB Queenseis | 2-3 | 23-25, 25-22, 19-25, 25-16, 13-15 |
| 03-03                 | Hisamitsu Springs - Toray Arrows  | 3-0 | 25-20, 25-22, 25-14               |
| 03-03                 | Denso Airybees - NEC Red Rockets  | 0-3 | 15-25, 14-25, 19-25               |

| Ventitreesima giornata |                                      |     |                            |
|                        |                                      |     |                            |
| 09-03                  | JT Marvelous - Denso Airybees        | 3-0 | 25-18, 25-22, 25-14        |
| 09-03                  | Toray Arrows - NEC Red Rockets       | 3-0 | 25-19, 25-22, 25-20        |
| 09-03                  | Okayama Seagulls - Pioneer Red Wings | 3-1 | 17-25, 25-17, 25-12, 25-21 |
| 09-03                  | TAB Queenseis - Hisamitsu Springs    | 0-3 | 20-25, 16-25, 16-25        |

| Ventiquattresima giornata |                                    |     |                                   |
|                           |                                    |     |                                   |
| 10-03                     | Toray Arrows - Pioneer Red Wings   | 3-1 | 25-18, 23-25, 25-13, 25-15        |
| 10-03                     | Hisamitsu Springs - Denso Airybees | 3-1 | 23-25, 25-19, 25-22, 25-20        |
| 10-03                     | TAB Queenseis - JT Marvelous       | 0-3 | 25-27, 23-25, 24-26               |
| 10-03                     | Okayama Seagulls - NEC Red Rockets | 2-3 | 25-21, 22-25, 25-17, 19-25, 10-15 |

| Venticinquesima giornata |                                      |     |                                   |
|                          |                                      |     |                                   |
| 16-03                    | Okayama Seagulls - Hisamitsu Springs | 2-3 | 25-22, 23-25, 25-23, 19-25, 7-15  |
| 16-03                    | NEC Red Rockets - TAB Queenseis      | 3-0 | 25-17, 25-20, 25-19               |
| 16-03                    | Pioneer Red Wings - Denso Airybees   | 1-3 | 21-25, 27-29, 25-22, 17-25        |
| 16-03                    | JT Marvelous - Toray Arrows          | 2-3 | 25-14, 16-25, 21-25, 25-20, 11-15 |

| Ventiseiesima giornata |                                       |     |                            |
|                        |                                       |     |                            |
| 17-03                  | JT Marvelous - NEC Red Rockets        | 0-3 | 26-28, 22-25, 21-25        |
| 17-03                  | Okayama Seagulls - Denso Airybees     | 3-1 | 25-21, 25-22, 22-25, 25-21 |
| 17-03                  | Pioneer Red Wings - Hisamitsu Springs | 1-3 | 21-25, 29-27, 19-25, 13-25 |
| 17-03                  | Toray Arrows - TAB Queenseis          | 3-1 | 27-29, 25-20, 25-23, 25-16 |

| Ventisettesima giornata |                                     |     |                                   |
|                         |                                     |     |                                   |
| 23-03                   | NEC Red Rockets - Hisamitsu Springs | 3-2 | 20-25, 28-26, 25-18, 19-25, 26-24 |
| 23-03                   | Denso Airybees - TAB Queenseis      | 1-3 | 25-20, 19-25, 23-25, 23-25        |
| 23-03                   | Pioneer Red Wings - JT Marvelous    | 3-2 | 25-18, 23-25, 22-25, 25-21, 17-15 |
| 23-03                   | Toray Arrows - Okayama Seagulls     | 3-1 | 27-29, 25-19, 25-19, 25-17        |

| Ventottesima giornata |                                     |     |                                   |
|                       |                                     |     |                                   |
| 24-03                 | NEC Red Rockets - Pioneer Red Wings | 3-1 | 25-23, 25-21, 24-26, 25-16        |
| 24-03                 | Okayama Seagulls - TAB Queenseis    | 2-3 | 23-25, 25-20, 25-18, 18-25, 18-20 |
| 24-03                 | JT Marvelous - Hisamitsu Springs    | 1-3 | 19-25, 24-26, 25-23, 20-25        |
| 24-03                 | Toray Arrows - Denso Airybees       | 3-1 | 22-25, 25-21, 25-17, 25-14        |

#### Classifica
| Pos. | Squadra           | Pt | G  | V  | P  | SV | SP | Ratio | PF | PS | Ratio |
| ---- | ----------------- | -- | -- | -- | -- | -- | -- | ----- | -- | -- | ----- |
| 1    | NEC Red Rockets   | 51 | 28 | 23 | 5  | 74 | 40 | 1.850 | -  | -  | -     |
| 2    | Hisamitsu Springs | 49 | 28 | 21 | 7  | 73 | 43 | 1.700 | -  | -  | -     |
| 3    | Toray Arrows      | 48 | 28 | 20 | 8  | 68 | 47 | 1.450 | -  | -  | -     |
| 4    | Okayama Seagulls  | 43 | 28 | 15 | 13 | 64 | 51 | 1.250 | -  | -  | -     |
| 5    | Toyota Queenseis  | 40 | 28 | 12 | 16 | 49 | 65 | 0.750 | -  | -  | -     |
| 6    | JT Marvelous      | 37 | 28 | 9  | 19 | 47 | 63 | 0.750 | -  | -  | -     |
| 7    | Denso Airybees    | 35 | 28 | 7  | 21 | 39 | 73 | 0.530 | -  | -  | -     |
| 8    | Pioneer Red Wings | 27 | 28 | 2  | 23 | 42 | 74 | 0.570 | -  | -  | -     |

| Qualificate ai play-off scudetto | Al Challenge match |

### Play-off

#### Round-robin

##### Risultati
| Gara 1 |                                    |     |                                   |
|        |                                    |     |                                   |
| 05-04  | Hisamitsu Springs - Toray Arrows   | 3-2 | 22-25, 25-21, 23-25, 25-23, 15-10 |
| 05-04  | NEC Red Rockets - Okayama Seagulls | 3-2 | 22-25, 22-25, 26-24, 25-21, 15-10 |

| Gara 3 |                                      |     |                            |
|        |                                      |     |                            |
| 07-04  | NEC Red Rockets - Toray Arrows       | 1-3 | 20-25, 16-25, 25-22, 22-25 |
| 07-04  | Hisamitsu Springs - Okayama Seagulls | 3-0 | 25-20, 25-21, 25-20        |

| Gara 2 |                                     |     |                            |
|        |                                     |     |                            |
| 06-04  | Toray Arrows - Okayama Seagulls     | 3-1 | 25-15, 25-19, 21-25, 25-17 |
| 06-04  | NEC Red Rockets - Hisamitsu Springs | 1-3 | 17-25, 14-25, 28-26, 18-25 |

##### Classifica
| Pos. | Squadra           | Pt | G | V | P | SV | SP | Ratio | PF | PS | Ratio |
| ---- | ----------------- | -- | - | - | - | -- | -- | ----- | -- | -- | ----- |
| 1    | Hisamitsu Springs | 6  | 3 | 3 | 0 | 9  | 3  | 3.000 | -  | -  | -     |
| 2    | Toray Arrows      | 5  | 3 | 2 | 1 | 8  | 5  | 1.600 | -  | -  | -     |
| 3    | NEC Red Rockets   | 4  | 3 | 1 | 2 | 5  | 8  | 0.620 | -  | -  | -     |
| 4    | Okayama Seagulls  | 3  | 3 | 0 | 3 | 3  | 9  | 0.330 | -  | -  | -     |

| Alla finale scudetto | Alla finale 3º posto |

#### Finale scudetto
|  | Finale scudetto |                   |   |  |
|  |                 |                   |   |  |
|  | 1               | Hisamitsu Springs | 3 |  |
|  | 2               | Toray Arrows      | 0 |  |

| Finale scudetto |                                  |     |                     |
|                 |                                  |     |                     |
| 13-04           | Toray Arrows - Hisamitsu Springs | 0-3 | 16-25, 16-25, 17-25 |

#### Finale 3º posto
|  | Finale 3º posto |                  |   |  |
|  |                 |                  |   |  |
|  | 3               | NEC Red Rockets  | 1 |  |
|  | 4               | Okayama Seagulls | 3 |  |

| Finale 3º posto |                                    |     |                            |
|                 |                                    |     |                            |
| 13-04           | NEC Red Rockets - Okayama Seagulls | 1-3 | 16-25, 18-25, 25-17, 20-25 |

### Challenge match
| Gara 1 |                                 |     |                            |
|        |                                 |     |                            |
| 06-04  | Denso Airybees - Hitachi Rivale | 3-1 | 25-18, 19-25, 25-20, 25-19 |
| 06-04  | Ageo Medics - Pioneer Red Wings | 1-3 | 20-25, 25-23, 17-25, 17-25 |

| Gara 2 |                                 |     |                            |
|        |                                 |     |                            |
| 07-04  | Denso Airybees - Hitachi Rivale | 1-3 | 15-25, 20-25, 25-17, 18-25 |
| 07-04  | Ageo Medics - Pioneer Red Wings | 1-3 | 25-23, 23-25, 13-25, 15-25 |

## Premi individuali
| Premio                     | Giocatrice       | Squadra           |
| -------------------------- | ---------------- | ----------------- |
| MVP                        | Miyu Nagaoka     | Hisamitsu Springs |
| Miglior spirito combattivo | Erika Araki      | Toray Arrows      |
| Miglior realizzatrice      | Kanani Danielson | Toyota Queenseis  |
| Miglior attaccante         | Erika Araki      | Toray Arrows      |
| Miglior muro               | Erika Araki      | Toray Arrows      |
| Miglior servizio           | Erika Araki      | Toray Arrows      |
| Miglior ricevitrice        | Kotoki Zayasu    | Hisamitsu Springs |
| Miglior difesa             | Risa Shinnabe    | Hisamitsu Springs |
| Miglior libero             | Kotoki Zayasu    | Hisamitsu Springs |
| Miglior esordiente         | Akari Oumi       | NEC Red Rockets   |
| Sestetto ideale            | Kanako Hirai     | Hisamitsu Springs |
| Sestetto ideale            | Erika Araki      | Toray Arrows      |
| Sestetto ideale            | Miyu Nagaoka     | Hisamitsu Springs |
| Sestetto ideale            | Saori Sakoda     | Toray Arrows      |
| Sestetto ideale            | Akari Oumi       | NEC Red Rockets   |
| Sestetto ideale            | Chizuru Kotō     | Hisamitsu Springs |
| Premio speciale            | Sachiko Sugiyama | NEC Red Rockets   |

## Classifica finale
| Pos | Squadra           | Verdetto                         |
| --- | ----------------- | -------------------------------- |
| 1   | Hisamitsu Springs | Al campionato asiatico per club  |
| 2   | Toray Arrows      |                                  |
| 3   | Okayama Seagulls  |                                  |
| 4   | NEC Red Rockets   |                                  |
| 5   | Toyota Queenseis  |                                  |
| 6   | JT Marvelous      |                                  |
| 7   | Denso Airybees    | Retrocesso in V.Challenge League |
| 8   | Pioneer Red Wings |                                  |